# Asbest
Asbest (tiếng Nga: Асбест) là một thành phố Nga. Thành phố này thuộc chủ thể Sverdlovsk Oblast. Thành phố có dân số 76.328 người (theo điều tra dân số năm 2002). Đây là thành phố lớn thứ 208 của Nga theo dân số năm 2002. Dân số qua các thời kỳ: